# Hits Unlimited
A Hits Unlimited a 4. albuma a holland 2 Unlimited duónak. Az album egy válogatásalbum, mely 16 dalt tartalmaz a 13 korábbi kislemez és 3 stúdióalbumról válogatva. Az album arany státuszt kapott Hollandiában. Ray Slijngaard rap betétjeit az angol kiadásban sem változtatták meg.

## Az album dalai
| #   | Cím                                                        | Hossz |
| --- | ---------------------------------------------------------- | ----- |
| 1.  | "Do What's Good For Me"                                    | 3:49  |
| 2.  | "No Limit" a No Limits című albumról                       | 3:30  |
| 3.  | "Get Ready For This" a Get Ready! című albumról            | 3:41  |
| 4.  | "Twilight Zone" a Get Ready! című albumról                 | 4:10  |
| 5.  | "No One" a Real Things című albumról                       | 3:26  |
| 6.  | "Jump For Joy"                                             | 3:42  |
| 7.  | "Tribal Dance" a No Limits című albumról                   | 3:40  |
| 8.  | "The Magic Friend" a Get Ready! című albumról              | 3:44  |
| 9.  | "Workaholic" a Get Ready! című albumról                    | 3:33  |
| 10. | "Let The Beat Control Your Body" a No Limits című albumról | 3:38  |
| 11. | "Nothing Like The Rain" a Real Things című albumról        | 3:59  |
| 12. | "Spread Your Love"                                         | 4:43  |
| 13. | "The Real Thing" a Real Things című albumról               | 3:39  |
| 14. | "Here I Go" a Real Things című albumról                    | 3:16  |
| 15. | "Maximum Overdrive" a No Limits című albumról              | 3:41  |
| 16. | "Faces" a No Limits című albumról                          | 3:32  |

## Slágerlistás helyezések
| Ország       | Csúcshelyezés | Minősítés |
| ------------ | ------------- | --------- |
| Australia    | 78            |           |
| Belgium (VI) | 5             |           |
| Belgium (WA) | 24            |           |
| Finland      | 24            |           |
| Japan        | 7             | * Arany   |
| Netherlands  | 4             | * Arany   |
| New Zealand  | 8             |           |
| Norway       | 22            |           |
| UK           | 27            |           |
| USA          | 107           |           |